# Josep-Lluís Serrano Pentinat
Josep-Lluís Serrano Pentinat (Tivisa, Tarragona, 19 de marzo de 1977) es un eclesiástico y diplomático católico español, obispo de Urgel y copríncipe de Andorra desde el 31 de mayo de 2025.

## Biografía
Nació el 19 de marzo de 1977, en la localidad española de Tivisa, Tarragona.
Tras culminar su formación primaria, y con la sugerencia de su párroco, en 1991, ingresó en el Seminario Menor de Tortosa, estudiando en el Colegio diocesano de la Inmaculada. Luego, ingresó en el Seminario Mayor (1995-2001), donde cursó sus estudios eclesiásticos. Tras realizar estudios en la Facultad de Teología de Cataluña, obtuvo el bachillerato en Teología en 2001.
En 2005 fue enviado a estudiar en la Pontificia Universidad Gregoriana, siendo alumno del Pontificio Colegio Español en Roma; donde consiguió la licenciatura (2007) y el doctorado en Teología dogmática (2012), con la obra: "Palabra, Sacramento y Carisma. La Eclesiología de E. Corecco".
Obtuvo la licenciatura en Derecho canónico por la Pontificia Universidad Lateranense en 2011. Asistió a la Academia Pontificia Eclesiástica (2009-2012), donde cursó estudios en diplomacia eclesiástica, obteniendo el diplomado.
Además de catalán y español, también habla italiano, francés, inglés y portugués.

### Sacerdocio
Fue ordenado diácono el 20 de mayo de 2001, a manos del obispo Javier Salinas Viñals, y sirvió en la parroquia de la Assumpció de Maria en Amposta. Su ordenación sacerdotal fue el 21 de abril de 2002, en la Catedral de Tortosa, a manos del obispo Salinas; incardinándose en la diócesis de Tortosa.
- Párroco rural en La Palma de Ebro, La Bisbal de Falset y Margalef de Montsant (2002-2005).
- Párroco de Sant Andreu y Sant Pere, en Vandellós y Hospitalet del Infante, y profesor de Religión en el colegio público de Educación Infantil y Primaria "Mestral" (2007-2009).
- Moderador de la Unidad Pastoral del Litoral Norte; profesor en el Seminario Mayor de Tortosa y en el Instituto de Teología a distancia San Agustín, en Tortosa (2008-2009).

Ingresó al servicio diplomático de la Santa Sede en 2012. Trabajó como secretario en las nunciaturas en Mozambique (2012-2016), Nicaragua (2016-2017) y en Brasil (2017-2019). En 2019, fue nombrado consejero Nunciatura de la Sección de Asuntos Generales, en la Secretaría de Estado de la Santa Sede.
El 4 de octubre de 2015, el papa Francisco le concedió la dignidad de Capellán de Su Santidad, que lleva anexo el tratamiento de monseñor.

### Episcopado

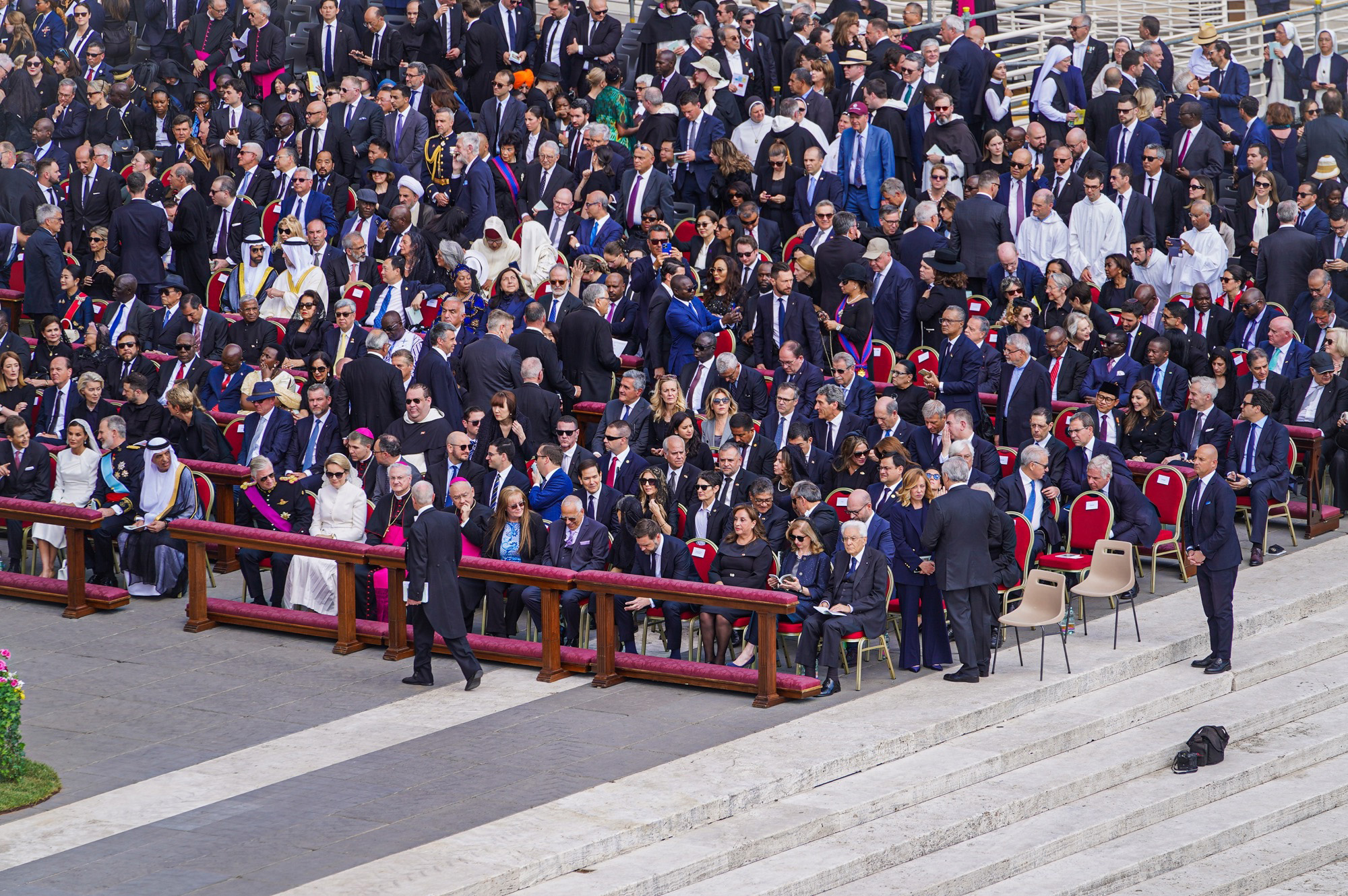
El obispo Serrano como asistente en el funeral del papa Francisco (2025).

El 12 de julio de 2024, el papa Francisco lo nombró obispo coadjutor de Urgel. En ese momento contaba con 47 años, por lo que pasaba a ser el obispo más joven de España. Fue consagrado el 21 de septiembre del mismo año, en la Catedral de Urgel, a manos del arzobispo Edgar Peña Parra. Tomó posesión de su oficio el mismo día de su ordenación.
El 31 de mayo de 2025, aceptada la renuncia de Joan-Enric Vives, pasó automáticamente a ser obispo de Urgel, que lleva anexo el título de copríncipe de Andorra.
En la Conferencia Episcopal Española es, desde noviembre de 2024, miembro de la Comisión Episcopal para las Misiones y Cooperación entre las Iglesias y, desde abril de 2025, miembro del Consejo Episcopal de Asuntos Jurídicos.